# Синът на Розовата пантера
„Синът на Розовата пантера“ (на английски: Son of the Pink Panther) е комедиен филм от 1993 г., който е продължение на филмовата поредица „Розовата пантера“. Режисиран от Блейк Едуардс, във филма участват Роберт Бенини като нелегитимния син на инспектор Клузо. Той е последния филм на оригиналната филмова поредица „Розовата пантера“ (която започна с филма от 1963 г.), както и последния филм на режисьора Блейк Едуардс и композира Хенри Манчини; Манчини почина на 14 юни 1994 г., а Едуардс се пенсионира една година по-късно.